# オスカー・コラス
オスカー・ルイス・コラス・レオン（Oscar Luis Colas Leon, 1998年9月17日 - ）は、キューバのサンティアーゴ・デ・クーバ州出身のプロ野球選手（外野手）。左投左打。ロサンゼルス・エンゼルス傘下所属。

## 経歴

### キューバ時代
2015年8月28日から日本で開催された2015 WBSC U-18ワールドカップにおいて、キューバ代表として、投手登録ながら4番指名打者で5試合に出場。打率.368（19打数7安打）、6打点の成績を挙げた。
2016年からセリエ・ナシオナル・デ・ベイスボルのアビスパス・デ・サンティアーゴ・デ・クーバに所属。23試合で打率.278、4本塁打、11打点の成績を残した。

### ソフトバンク時代
2017年5月10日に福岡ソフトバンクホークスへの派遣が発表され、5月23日に同期入団のリバン・モイネロと共に入団会見に臨んだ。背番号は144。この年は三軍戦において野手として40試合に出場し、打率.245、4本塁打、16打点の成績を残した。また投手としては9試合に登板、11回2/3を投げ、防御率1.14という成績だった。8月29日に行われたウエスタン・リーグの対オリックス・バファローズ戦において、二軍公式戦初出場・初安打を記録した。
2018年は野手に専念。二軍公式戦では55試合に出場し、打率.212、7本塁打、22打点を記録。三軍戦においては50試合に出場し、打率.252、3本塁打、5盗塁、23打点を記録した。
2019年も引き続き野手に専念し、前半戦47試合で打率.296、9本塁打、36打点の好成績をマーク。ウエスタン・リーグの各打撃成績で上位に入る成績を残し、6月24日に球団から支配下登録に移行することが発表された。背番号は46に変更となった。8月18日に1軍に登録されると、その日の対西武戦にて7番・右翼手で出場。2回裏のプロ初打席で、十亀剣の投じた初球を右中間スタンドにプロ野球史上9人目となる『プロ初打席・初球本塁打』を放った。
しかし、2020年1月3日にMLBとの契約を目指して亡命した。NPB球団の契約下にある選手が亡命のために無断で失踪した事例は初めてといわれる。そのため契約更新は出来ず、1月28日にソフトバンクから発表された支配下登録選手公示の中に名前は掲載されなかった。その後、2月19日付でNPBから制限選手として公示。本人は契約無効を主張している。12月2日、ソフトバンクは制限選手としていたが、保留選手から外し、自由契約とした。

### ホワイトソックス時代
2022年1月26日、MLBのシカゴ・ホワイトソックスとマイナー契約を結んだ。なお契約後は野手に専念することになった。開幕は傘下A+級ウィンストン－セーラム・ダッシュで迎え、7月7日にはオールスター・フューチャーズゲームに出場。7月12日にはAA級バーミングハム・バロンズに昇格した。ここでも好成績を残し、9月20日にはAAA級シャーロット・ナイツに昇格した。最終的にマイナー3球団合計で117試合に出場し、打率.314、23本塁打、79打点の成績を残した。
2023年は開幕ロースター入りを果たし、3月30日のヒューストン・アストロズ戦（ミニッツメイド・パーク）で7回表に代打でメジャーデビューを果たし、MLB初安打を記録した。この年はメジャー75試合に出場し、打率.216、5本塁打、19打点、4盗塁を記録した。
2024年は期待に反してメジャーでの出場はわずか13試合にとどまり、またシーズン大半を過ごしたAAA級シャーロットでも109試合に出場して打率.246、11本塁打、51打点という成績に終わった。
2025年はスプリングトレーニングで16打数4安打、7三振と結果を残せず、開幕前の3月26日にDFAとなった。ウェーバー公示を経て、3月28日にAAA級シャーロットに完全移籍した。しかしAA級バーミンガムで15試合に出場して打率.200、1本塁打、6打点、AAA級シャーロットでも14試合に出場して打率.116、0本塁打、6打点とマイナーでも苦戦し、5月24日に自由契約となった。

### エンゼルス傘下時代
2025年5月29日に、ロサンゼルス・エンゼルスとマイナー契約を結んだ。

## 選手としての特徴
野手としては外野と一塁を守る長距離打者。フリー打撃では飛距離140メートルの打球を放つ。投手としては最速148km/hのストレートをもつ二刀流。新聞等では「キューバの大谷」と評される。

## 詳細情報

### 年度別打撃成績
| 年 度    | 球 団        | 試 合 | 打 席 | 打 数 | 得 点 | 安 打 | 二 塁 打 | 三 塁 打 | 本 塁 打 | 塁 打 | 打 点 | 盗 塁 | 盗 塁 死 | 犠 打 | 犠 飛 | 四 球 | 敬 遠 | 死 球 | 三 振 | 併 殺 打 | 打 率 | 出 塁 率 | 長 打 率 | O P S |
| -------- | ------------ | ----- | ----- | ----- | ----- | ----- | -------- | -------- | -------- | ----- | ----- | ----- | -------- | ----- | ----- | ----- | ----- | ----- | ----- | -------- | ----- | -------- | -------- | ----- |
| 2019     | ソフトバンク | 7     | 21    | 18    | 2     | 5     | 0        | 0        | 1        | 8     | 2     | 0     | 0        | 0     | 0     | 1     | 0     | 2     | 6     | 0        | .278  | .381     | .444     | .825  |
| 2023     | CWS          | 75    | 263   | 245   | 32    | 53    | 9        | 0        | 5        | 77    | 19    | 4     | 3        | 2     | 2     | 12    | 1     | 2     | 71    | 5        | .216  | .257     | .314     | .571  |
| 2024     | CWS          | 13    | 38    | 33    | 1     | 9     | 0        | 0        | 0        | 9     | 4     | 0     | 1        | 0     | 0     | 4     | 0     | 1     | 10    | 0        | .273  | .368     | .273     | .641  |
| NPB：1年 | NPB：1年     | 7     | 21    | 18    | 2     | 5     | 0        | 0        | 1        | 8     | 2     | 0     | 0        | 0     | 0     | 1     | 0     | 2     | 6     | 0        | .278  | .381     | .444     | .825  |
| MLB：2年 | MLB：2年     | 88    | 301   | 278   | 33    | 62    | 9        | 0        | 5        | 86    | 23    | 4     | 4        | 2     | 2     | 16    | 1     | 3     | 81    | 5        | .223  | .271     | .309     | .580  |

- 2024年度シーズン終了時

### 年度別守備成績
| 年 度 | 球 団        | 中堅（CF） | 中堅（CF） | 中堅（CF） | 中堅（CF） | 中堅（CF） | 中堅（CF） | 右翼（RF） | 右翼（RF） | 右翼（RF） | 右翼（RF） | 右翼（RF） | 右翼（RF） | 外野  | 外野  | 外野  | 外野  | 外野  | 外野     |
| 年 度 | 球 団        | 試 合      | 刺 殺      | 補 殺      | 失 策      | 併 殺      | 守 備 率   | 試 合      | 刺 殺      | 補 殺      | 失 策      | 併 殺      | 守 備 率   | 試 合 | 刺 殺 | 補 殺 | 失 策 | 併 殺 | 守 備 率 |
| ----- | ------------ | ---------- | ---------- | ---------- | ---------- | ---------- | ---------- | ---------- | ---------- | ---------- | ---------- | ---------- | ---------- | ----- | ----- | ----- | ----- | ----- | -------- |
| 2019  | ソフトバンク | -          | -          | -          | -          | -          | -          | -          | -          | -          | -          | -          | -          | 5     | 5     | 0     | 0     | 0     | 1.000    |
| 2023  | CWS          | 8          | 21         | 0          | 0          | 0          | 1.000      | 69         | 136        | 5          | 6          | 2          | .959       | -     | -     | -     | -     | -     | -        |
| 2024  | CWS          | 4          | 7          | 0          | 0          | 0          | 1.000      | 8          | 9          | 0          | 0          | 0          | 1.000      | -     | -     | -     | -     | -     | -        |
| NPB   | NPB          | -          | -          | -          | -          | -          | -          | -          | -          | -          | -          | -          | -          | 5     | 5     | 0     | 0     | 0     | 1.000    |
| MLB   | MLB          | 12         | 28         | 0          | 0          | 0          | 1.000      | 77         | 145        | 5          | 6          | 2          | .962       | -     | -     | -     | -     | -     | -        |

- 2024年度シーズン終了時

### 記録
NPB
- 初出場・初先発出場：2019年8月18日、対埼玉西武ライオンズ19回戦(福岡ヤフオク!ドーム)、7番・右翼手で出場[23]
- 初打席・初安打・初打点・初本塁打：同上、2回裏に十亀剣から右越ソロ ※史上65人目の初打席本塁打[23]、初球打ちは9人目

MiLB
- オールスター・フューチャーズゲーム選出：1回（2022年）

MLB
- 初出場・初打席・初安打：2023年3月30日、対ヒューストン・アストロズ1回戦（ミニッツメイド・パーク）、7回表にロミー・ゴンザレスの代打で出場、エクトル・ネリスから中前安打[18]
- 初先発出場：2023年3月31日、対ヒューストン・アストロズ2回戦（ミニッツメイド・パーク）、8番・右翼手で先発出場

### 背番号
- 144（2017年 - 2019年6月23日）
- 46（2019年6月24日 - 2020年）
- 22（2023年 - ）

### 代表歴
- 2015 WBSC U-18ワールドカップ：キューバ代表[1]